# .bm
.bm ist die länderspezifische Top-Level-Domain (ccTLD) des britischen Überseegebietes Bermuda. Sie existiert seit dem 31. März 1993 und wurde dem staatlichen Ministerium für Arbeit und Immigration (Ministry of Labour and Immigration) zugeteilt. Für den operativen Betrieb ist kein Unternehmen, sondern die Einzelperson Thelma Trott verantwortlich.

## Eigenschaften
Im Vergleich zur Mehrheit der anderen Top-Level-Domains können Privatpersonen keine .bm-Domains anmelden, sondern nur Unternehmen und andere Organisationen. Außerdem ist die Endung Interessenten mit Sitz auf Bermuda vorbehalten, Ausländer haben keinen Zugriff. Neben .bm gibt es diverse Second-Level-Domains wie beispielsweise .gov.bm oder .edu.bm, die allerdings bestimmten Anmeldern vorbehalten bleiben.

## Weblink
- Website der Vergabestelle BermudaNIC